# Michael Crichton
John Michael Crichton (23. října 1942 Chicago, USA – 4. listopadu 2008 Los Angeles) byl americký spisovatel, scenárista a filmový a televizní producent. Napsal celou řadu úspěšných knih, zejména se sci-fi tematikou, které byly přeloženy přibližně do 30 jazyků, některým z nich se dostalo i úspěšného filmového ztvárnění (Jurský park, Pojídači mrtvých). Celosvětově se prodalo asi 200 milionů výtisků jeho knih. Podílel se také na vytvoření úspěšného seriálu Pohotovost. Ve svém díle v mnoha případech dobře zužitkoval své vzdělání v oboru medicíny a antropologie. Často ve svých knihách upozorňoval na úskalí moderní vědy, například jejího zneužití pro účely obohacení nebo na nezodpovědnost při zacházení s novými technologiemi.
Crichton zemřel po delším boji s rakovinou v listopadu roku 2008, a to ve věku 66 let. Zatím posledním románem, vydaným z pozůstalosti 9 let po autorově smrti, je titul Dračí zuby. Ten autor napsal již v roce 1974, za svého života jej však nevydal.

## Pocty
Paleontologickou poctou spisovateli bylo například pojmenování dvou ankylosauridních dinosaurů z Číny rodovými jmény Crichtonsaurus („Crichtonův ještěr“, 2002) a Crichtonpelta („Crichtonův štít“, 2007).